# Vale Tudo

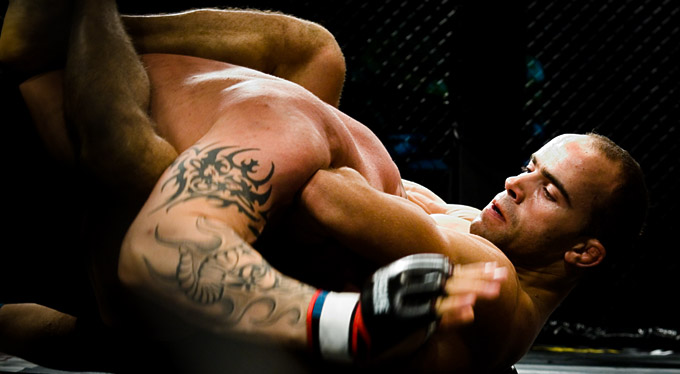
Kampfszene

Der Begriff Vale Tudo bedeutet „alles gilt“. Er stammt aus dem Portugiesischen und beschreibt einen der Vorläufer des modernen Mixed Martial Arts (MMA). Modernere Bezeichnungen bzw. daraus entstandene Sportarten sind „Free Fight“, „No Holds Barred Fighting“, „Mixed Fight“ oder „Mixed Martial Arts“.
Ursprünglich bezeichnete der Begriff eine Serie von Kampfsportveranstaltungen in Brasilien Anfang des 20. Jahrhunderts. Vale Tudo ist ein sportlicher Vollkontaktkampf, bei dem im Vergleich zum modernen Mixed Martial Arts z. B. auch Kopfstöße und voller Ellenbogeneinsatz erlaubt sind und die Kämpfe allein von den Kämpfern entschieden werden. Es wurden keine Handschuhe getragen und es gab auch keine Punktewertung oder Runden. Ebenfalls gab es kein Regelwerk wie z. B. die Unified-Regeln des MMA-Sports.